# Bernd Eigner
Bernd Eigner (* 1. Mai 1972 in Bamberg) ist ein ehemaliger deutscher Fußballspieler und heutiger -trainer.

## Karriere

### Als Spieler
Eigner begann mit neun Jahren in der C-Jugend des SC Stettfeld als Mittelstürmer mit dem Fußballspielen. Nach zwei Jahren wechselte er zum 1. FC 01 Bamberg. 1990 wechselte er zum SC 08 Bamberg, bei dem er zum Innenverteidiger umgeschult wurde. Über den 1. FC Schweinfurt 05 und TSV Vestenbergsgreuth ging er zum VfL Frohnlach.
1996 schaffte der damals 24-Jährige beim FC St. Pauli den Sprung ins Profigeschäft. Für den Wechsel in den Berufssport gab Eigner seine Arbeitsstelle als Bankkaufmann auf. In der Bundesligasaison 1996/97 kam er auf 23 Spiele und zwei Tore. Nach dem Abstieg mit St. Pauli wechselte Eigner über Arminia Bielefeld zu Hannover 96, mit denen er in die 2. Bundesliga aufstieg. Auch mit Eintracht Braunschweig und dem SC Paderborn 07 stieg er in die zweite Liga auf.
Seine letzten Stationen waren der Bonner SC, SV Waldhof Mannheim und FSV Erlangen-Bruck, ehe Eigner seine Spielerkarriere 2010 aufgrund von Knieverletzungen beendete.

### Als Trainer
Nach seinem Karriereende assistierte Eigner Gerd Klaus beim FSV Erlangen-Bruck. Anschließend wurde er hinter Christoph Starke Co-Trainer beim FC Eintracht Bamberg, mit dem er in die Regionalliga Bayern aufstieg. Im Oktober 2012 übernahm er den Bayernligisten SV Memmelsdorf/Ofr. Ab dem 1. Juli 2014 übernahm er den 1. FC Sand. Zwei Jahre später wechselte Eigner zum SC Eltersdorf.

## Erfolge
Sein größter Erfolg war der dreimalige Aufstieg als Spieler in die 2. Fußball-Bundesliga mit Hannover 96, Eintracht Braunschweig und dem SC Paderborn.